# ZTT Records

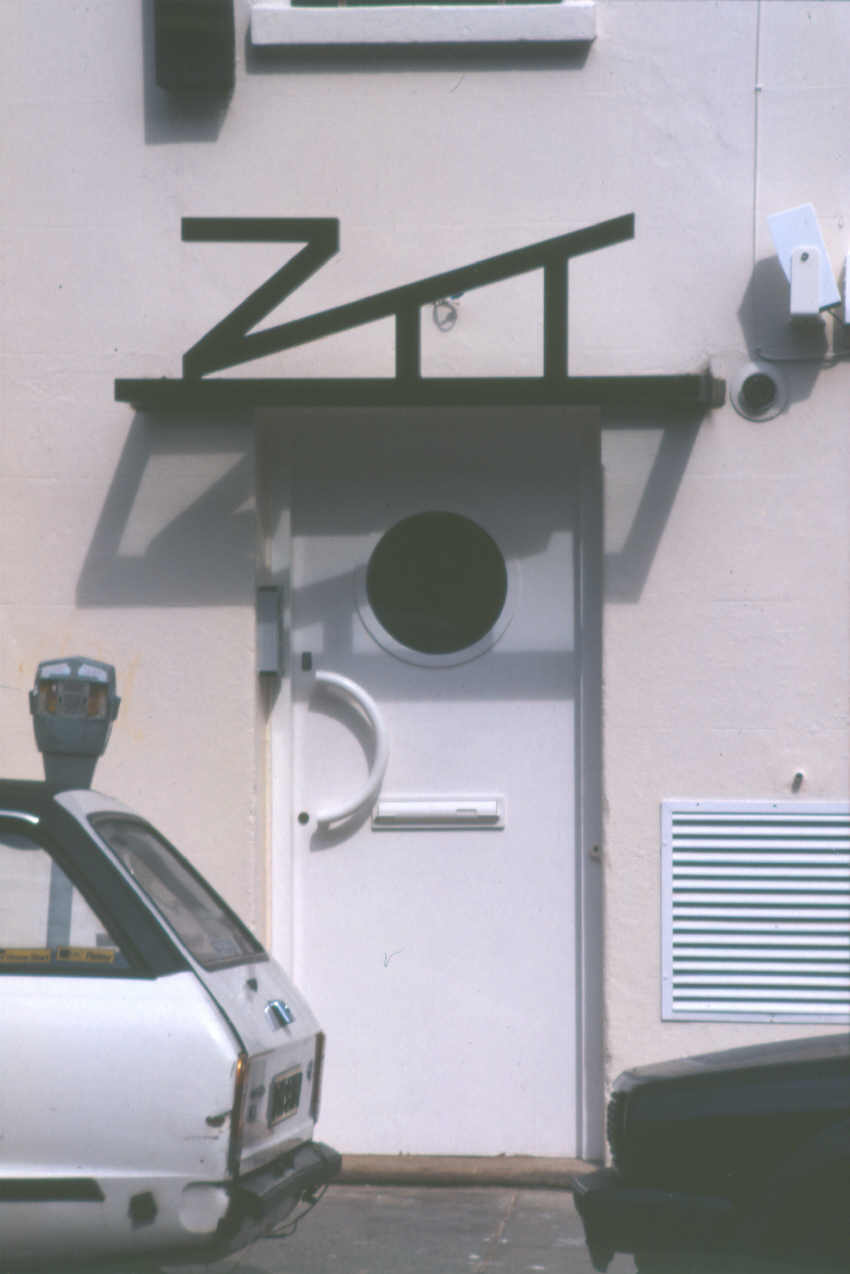
ZTT Records Büro in London (1986)

ZTT Records ist ein Plattenlabel, das 1983 von dem NME-Journalisten Paul Morley, dem Plattenproduzenten Trevor Horn, dem Produzenten Gary Langan und der Geschäftsfrau Jill Sinclair gegründet wurde. Der Name der Plattengesellschaft wurde auch ausgeschrieben: „Zang Tumb Tuum“ oder „Zang Tuum Tumb“. ZTT ist ein Akronym des Künstlers Filippo Tommaso Marinetti, der dies in seinem Geräuschgedicht Zang Tumb Tumb verwendet. Das Wort „Tuuuum“ befindet sich ebenfalls auf dem Cover der Originalveröffentlichung des Gedichtes in Buchform.
ZTT hatte in den 1980er-Jahren Erfolge mit dem Komponisten Andrew Poppy und Bands wie Propaganda, The Art of Noise und Frankie Goes to Hollywood. Im Jahr 1989 gingen sowohl Propaganda als auch Holly Johnson, Sänger von Frankie Goes To Hollywood, vor Gericht, um aus den bestehenden Plattenverträgen aussteigen zu können. Sowohl Propaganda als auch Johnson gewannen die Verfahren.
In den 1990er-Jahren wurde ZTT ein erfolgreiches Dance-Label, das Künstler wie Seal und 808 State unter Vertrag hatte.
Auch war ZTT erfolgreich bei der Wiederveröffentlichung von altem Material der Bands Frankie Goes To Hollywood, Propaganda und The Art of Noise. Teilweise wurde dieses Material neu abgemischt oder einfach nochmals in der alten Form veröffentlicht.
ZTT Records gehört heute der SPZ Group.

## Künstler von ZTT
1980er-Jahre
- The Art of Noise
- Propaganda
- Frankie Goes to Hollywood
- Andrew Poppy
- Das Psych-Oh Rangers
- Roy Orbison
- Grace Jones
- Nasty Rox Inc
- Act
- 808 State
- Hoodlum Priest
- Anne Pigalle

1990er-Jahre
- Seal
- Adamski
- Max (als Lomax)
- Sun Electric
- Afrika Bambaataa & The Soulsonic Force
- Solid State Logic
- Glam Metal Detectives
- Mantra
- Kirsty MacColl
- Tara
- All Saints
- Tom Jones
- The Flood
- Sexus
- The Frames
- Rehab
- Heights of Abraham

2000er-Jahre
- Lisa Stansfield